# Tramwaje w Ponce
Tramwaje w Ponce − zlikwidowany system komunikacji tramwajowej w portorykańskim mieście Ponce, działający w latach 1880−1883 i 1902−1927.

## Historia
Pierwsze propozycje budowy tramwajów w Ponce zostały przedstawione w 1864. 27 marca 1878 zabezpieczono franczyzę na budowę linii tramwaju parowego z miasta do portu. Do obsługi linii zakupiono 4 lokomotywy parowe wyprodukowane przez Hughes Locomotive & Tramway Engine Works ("Falcon Works") oraz 4 wagony pasażerskie wyprodukowane John Stephenson Co. Przewoźnikiem na linii tramwajowej o rozstawie szyn wynoszącym 1000 mm i długości wynoszącej 4 km stała się spółka Sociedad del Tranvía de Ponce. Linię otwarto 17 czerwca 1880. Linia zaczynała się przy zajezdni na Calle Guadalupe, a następnie prowadziła wzdłuż Calle Atocha, Calle Marina i Av. Hostos do Calle Comercio w Playa. Linia została źle zbudowana i zostały na spółkę nałożone kary. Linię zamknięto w 1883. Pierwsze plany budowy tramwajów elektrycznych w Ponce powstały pod koniec XIX w. Plany te zostały przedstawione w 1896 władzom hiszpańskim, jednak wraz z przejęciem kontroli nad Portoryko przez Stany Zjednoczone plany zostały odrzucone w 1898. Dopiero 27 listopada 1901 spółka Stone & Webster poprzez zależną spółkę Columbia Improvement Co. zamówiła w firmie JG Brill Co. 8 tramwajów. Tramwaje elektryczne uruchomiono 28 kwietnia 1902. Zajezdnię dla tramwajów elektrycznych zbudowano przy Av. Hostos. Linia tramwaju elektrycznego była bardzo zbliżona do dawnej trasy tramwaju parowego z tym że linia tramwaju elektrycznego w porcie prowadziła dalej wzdłuż Calle Comercio oraz w centrum miasta Ponce tworzył pętlę uliczną. Rozstaw szyn na linii wynosił 1000 mm. W 1918 w mieście było 8 tramwajów pasażerskich i 4 inne tramwaje. Natomiast w 1924 w mieście było 8 tramwajów silnikowych pasażerskich, 2 wagony silnikowe towarowe oraz 2 wagony doczepne towarowe. 3 stycznia 1914 linię tramwajową wydłużono z dotychczasowej końcówki Playa do Muelle. Wraz ze wzrostem konkurencji ze strony komunikacji autobusowej spółka Ponce Railway & Light Co. złożyła wniosek o likwidację linii tramwajowej. Ostatni tramwaj zjechał do zajezdni 24 grudnia 1927.